# Selling Jesus
'Selling Jesus' è il primo vero e proprio singolo degli Skunk Anansie, considerando che il precedente singolo Little Baby Swastikkka fu prodotto solamente in 2 000 copie (edizione limitata). 'Selling Jesus' è una canzone di protesta politica e religiosa, soprattutto contro la Cristianità. Il singolo è estratto dall'album di debutto Paranoid & Sunburnt. Il singolo include tre brani inediti. Il brano viene incluso altresì nella colonna sonora del film Strange Days.

## Tracce

### CD Singolo
| #  | Titolo            | Durata |
| -- | ----------------- | ------ |
| 1. | "Selling Jesus"   | 3:50   |
| 2. | "Through Rage"    | 3:06   |
| 3. | "You Want It All" | 3:25   |
| 4. | "Skunk Song"      | 3:30   |

## Classifiche
| Classifica (1996) | Posizione massima |
| ----------------- | ----------------- |
| Regno Unito       | 46                |